# I. e. 201
Évszázadok: i. e. 4. század – i. e. 3. század – i. e. 2. század
Évtizedek: i. e. 250-es évek – i. e. 240-es évek – i. e. 230-as évek – i. e. 220-as évek – i. e. 210-es évek – i. e. 200-as évek – i. e. 190-es évek – i. e. 180-as évek – i. e. 170-es évek – i. e. 160-as évek – i. e. 150-es évek
Évek: i. e. 206 – i. e. 205 – i. e. 204 – i. e. 203 –  i. e. 202 – i. e. 201 – i. e. 200 – i. e. 199 – i. e. 198 – i. e. 197 – i. e. 196

## Események

### Itália és Észak-Afrika
- Rómában Cnaeus Cornelius Lentulust és Publius Aelius Paetust választják consulnak.
- Karthágó békét kér és véget ér a tizenhét évig tartó második pun háború. Karthágó gyakorlatilag Róma kliensállamává válik: feladja valamennyi Észak-Afrikán kívüli területét, beleértve Hispániát, 50 éven át évente 200 talentum adót fizetnek, Róma jóváhagyása nélkül nem indíthatnak háborút és tíz kivételével valamennyi hadihajójukat megsemmisítik.[1] A Masinissa által vezetett Numida Királyság önállóvá válik.
- Karthágóban Hannibalt választják a szufeti (a magisztrátus vezetője) tisztségre. Korábban ez csak többé-kevésbé üres cím volt, de Hannibal visszaállítja korábbi jelentőségét és tekintélyét. Megreformálja az állam közigazgatását és pénzügyeit és megnyirbálja a Karthágót a háború alatt vezető oligarcha-csoport befolyását.
- Rómában először osztanak földet a háború veteránjainak. Később a gyakorlat általánossá válik.

### Hellenisztikus birodalmak
- A krétai háborúban V. Philipposz makedón király elfoglalja Szamosz szigetét és az ott állomásozó egyiptomi flottát. Ezután megtámadja Khiosz szigetét.
- Rodosz, Pergamon, Küzikosz és Büzantion egyesített flottája Khiosznál legyőzi a makedón hajóhadat.
- Nabisz spártai király elfoglalja Messzénét, de Philopoimén, az Akháj Szövetség vezetőjének közeledtére visszavonul. Az akhájok Tegeánál döntő vereséget mérnek a spártaiakra.

## Halálozások
- Cnaeus Naevius, római drámaíró és költő

## Fordítás
- Ez a szócikk részben vagy egészben  a(z)   201 BC című angol Wikipédia-szócikk ezen változatának fordításán alapul.  Az eredeti cikk szerkesztőit annak laptörténete sorolja fel. Ez a jelzés csupán a megfogalmazás eredetét és a szerzői jogokat jelzi, nem szolgál a cikkben szereplő információk forrásmegjelöléseként.